# Hugo Ungewitter
Hugo Ungewitter (* 13. Februar 1869 im Haus Kappel bei Wiedenbrück; † 23. März 1947) war ein deutscher Tier- und Schlachtenmaler.

## Leben

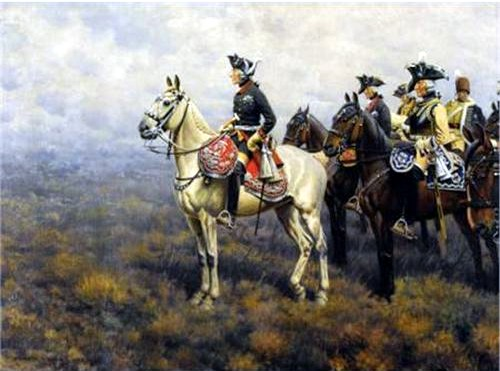
Friedrich der Große im Felde, 1906

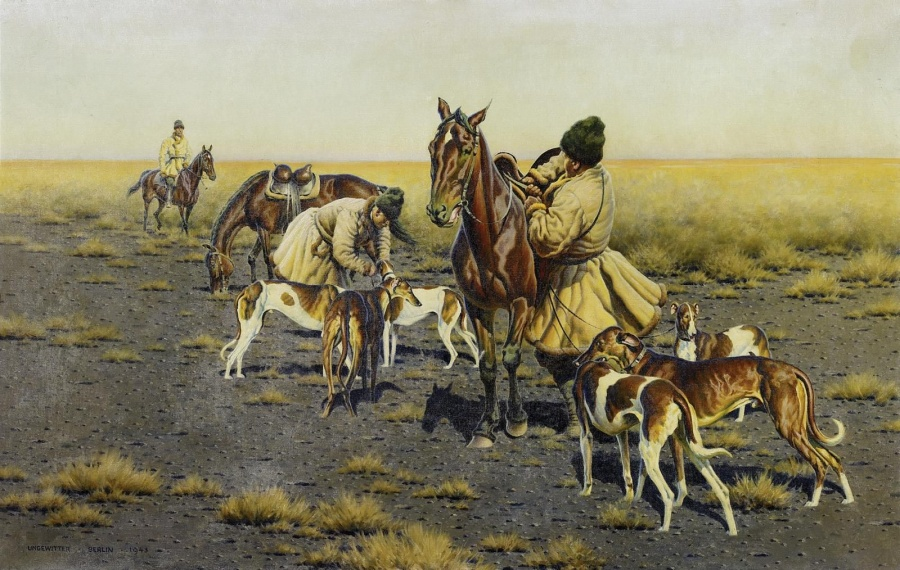
Kosaken mit Windhunden, 1943

Hugo Ungewitter lebte seit 1876, wie seine Vorfahren, in Osnabrück und besuchte das dortige Ratsgymnasium. Ab 1887 besuchte er die Kunstakademie Düsseldorf. Im Auftrage der Düsseldorfer Akademie malte er 1897 Historienbilder für den Grafenhof in Stotel. Vom Berliner Hof erhielt er daraufhin den Auftrag, das später so berühmte Bild Blüchers Rheinübergang bei Kaub zu malen. Im Oktober 1905 stellte der am Kaiserwall in Osnabrück Wohnende erstmals aus.
Ab 1906 wohnte er, wenn er nicht auf Reisen war, in Berlin. Hier entstanden Schlachtenbilder wie Waterloo, Langensalza und Simferopol.
1913 wurde Ungewitter der Titel „Professor“ verliehen.
Anfang April 1918 war Ungewitter zu Studienzwecken Gast des Regiments Lübeck im flandrischen Houthem. Dem Kriegsmaler zu Ehren wurde eines ihrer Unternehmen mit dem Decknamen Ungewitter versehen.
Zu Studienzwecken reiste er 1924 nach Abessinien. In Velhagen und Klasings Monatsheften berichtete er darüber 1926 mit Abbildungen und Reiseskizzen unter dem Titel Als Maler in Abessinien.
Ungewitter trat vor allem als Maler von Militär- und Jagdszenen hervor und wurde für seine realistischen Natur- und Tierdarstellungen bekannt. Viele Motive hierfür fand er in Südamerika und im östlichen Russland. Stilistisch blieb er auch nach dem Ersten Weltkrieg dem Realismus treu und verschloss sich den modernen Strömungen in der Malerei.
Im Osnabrücker Museum hing bis Ende des letzten Krieges das Gemälde Butterwiese (1900). Die Darstellung der Landschaft um das Lokal Schützenhof stammte von dem Maler Rudolf Lichtenberg, die der schlittschuhlaufenden Personen, damals bekannte Osnabrücker Bürger und Offiziere, von Ungewitter. Seitdem ist es verschollen.
Bei Auktionen in den letzten Jahren wurden seine Bilder für Preise bis zu 35.000 US-Dollar verkauft. Dabei handelte es sich in den meisten Fällen um Ölgemälde. Neben Tier- und Schlachtendarstellungen sind auch Jagd- und Sportszenen erhalten.

## Bekannte Gemälde

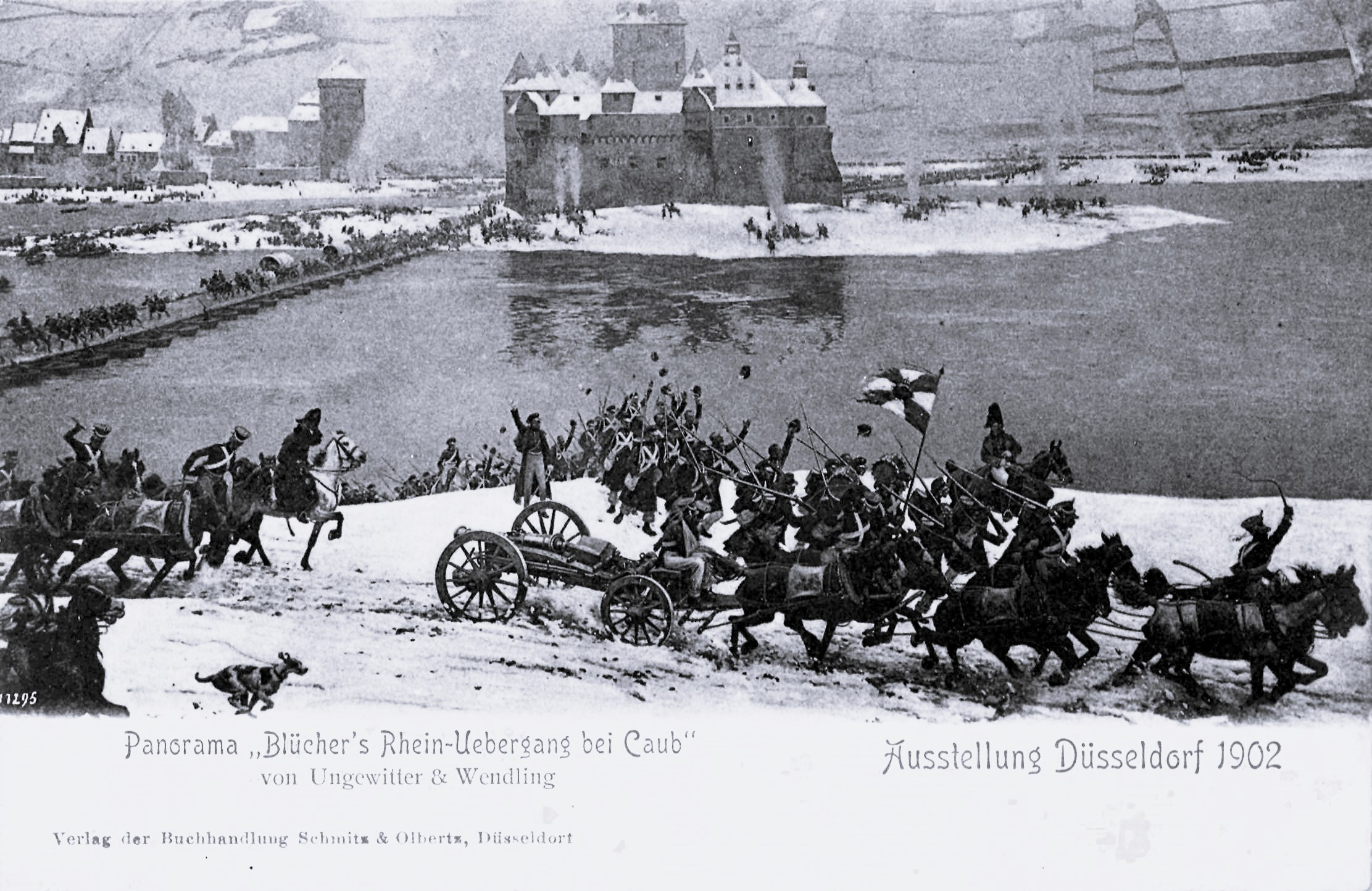
Blüchers Rheinübergang bei Kaub 1814, Schwarz-Weiß-Abbildung auf einer Ansichtskarte, 1902

- Mit Gustav Wendling und seinem Assistenten Max Clarenbach: Blüchers Rheinübergang bei Kaub 1814 (Panorama (Cyclorama), 15 × 120 m, Industrie- und Gewerbeausstellung Düsseldorf 1902)[5]
- Friedrich der Große im Felde (Große Berliner Kunstausstellung 1906)
- Flüchtige Elche (Große Berliner Kunstausstellung 1906)